# Pierre Brixhe
Pierre Brixhe (* 28. Januar 1998 in Uccle/Ukkel, Belgien) ist ein belgischer Handballspieler, der dem Kader der belgischen Nationalmannschaft angehört.

## Karriere
Brixhe läuft für den belgischen Erstligisten HC Visé BM auf, mit dem er sich mehrmals für den Europapokal qualifizieren konnte. Mit HC Visé BM gewann der Außenspieler in der Saison 2021/22 die belgische Meisterschaft. Der Linkshänder gehörte weiterhin dem Kader der belgischen Nationalmannschaft an, mit der er an der Weltmeisterschaft 2023 teilnahm. Im Eröffnungsspiel gegen Titelverteidiger Dänemark, in dem Belgien mit 28:43 unterlag, war Brixhe mit fünf Treffern der torgefährlichste Spieler im belgischen Aufgebot. Insgesamt warf er elf Tore in fünf Spielen für seine Mannschaft, die das Turnier nach der Hauptrunde auf dem 21. Platz abschloss.